# Copecrypta ruficauda
Copecrypta ruficauda är en tvåvingeart som först beskrevs av Wulp 1867.  Copecrypta ruficauda ingår i släktet Copecrypta och familjen parasitflugor. Inga underarter finns listade i Catalogue of Life.